# Anton Schrammel
Anton Schrammel (13. listopadu 1854 Vídeň – 12. března 1917 Vídeň) byl rakouský a český odborový funkcionář a sociálně demokratický politik německé národnosti, na přelomu 19. a 20. století poslanec Říšské rady.

## Biografie
Byl synem průvodčího na železnici. Po předčasné smrti svých rodičů musel přerušit školní studia a vyučil se. Jako učeň prošel na vandru celou Evropu, po letech se vrátil do vlasti a s Jakobem Reumannem založili ve Vídni odborové sdružení soustružníků. Kvůli své politické činnosti byl propuštěn z práce a roku 1891 začal redigovat list Fachblatt der Drechsler. Od roku 1892 byl členem předsednictva sociálně demokratické strany. V roce 1894 byl odsouzen na šest měsíců do těžkého žaláře. Od roku 1896 vydával list Gleichheit v Neunkirchenu.
V roce 1898 se přestěhoval do Ústí nad Labem. Zde vydával list Volksrecht. Působil též v Litoměřicích. V roce 1906 se vrátil do Vídně a byl zde tajemníkem odborového sdružení dělníků v chemickém průmyslu. Od roku 1907 byl členem odborové komise.
Na přelomu století se zapojil do celostátní politiky. Ve volbách do Říšské rady roku 1897 získal jako jeden z prvních rakouských sociálních demokratů mandát v Říšské radě (celostátní zákonodárný sbor) za všeobecnou kurii, obvod Litoměřice, Ústí atd. Do vídeňského parlamentu se vrátil po volbách do Říšské rady roku 1907, konaných poprvé podle všeobecného a rovného volebního práva, nyní za obvod Čechy 81. Usedl do poslanecké frakce Klub německých sociálních demokratů.Profesně byl k roku 1907 uváděn jako odborový tajemník.
V letech 1907, 1910 a 1912 byl delegátem na mezinárodních kongresech Internacionály.